# Burk

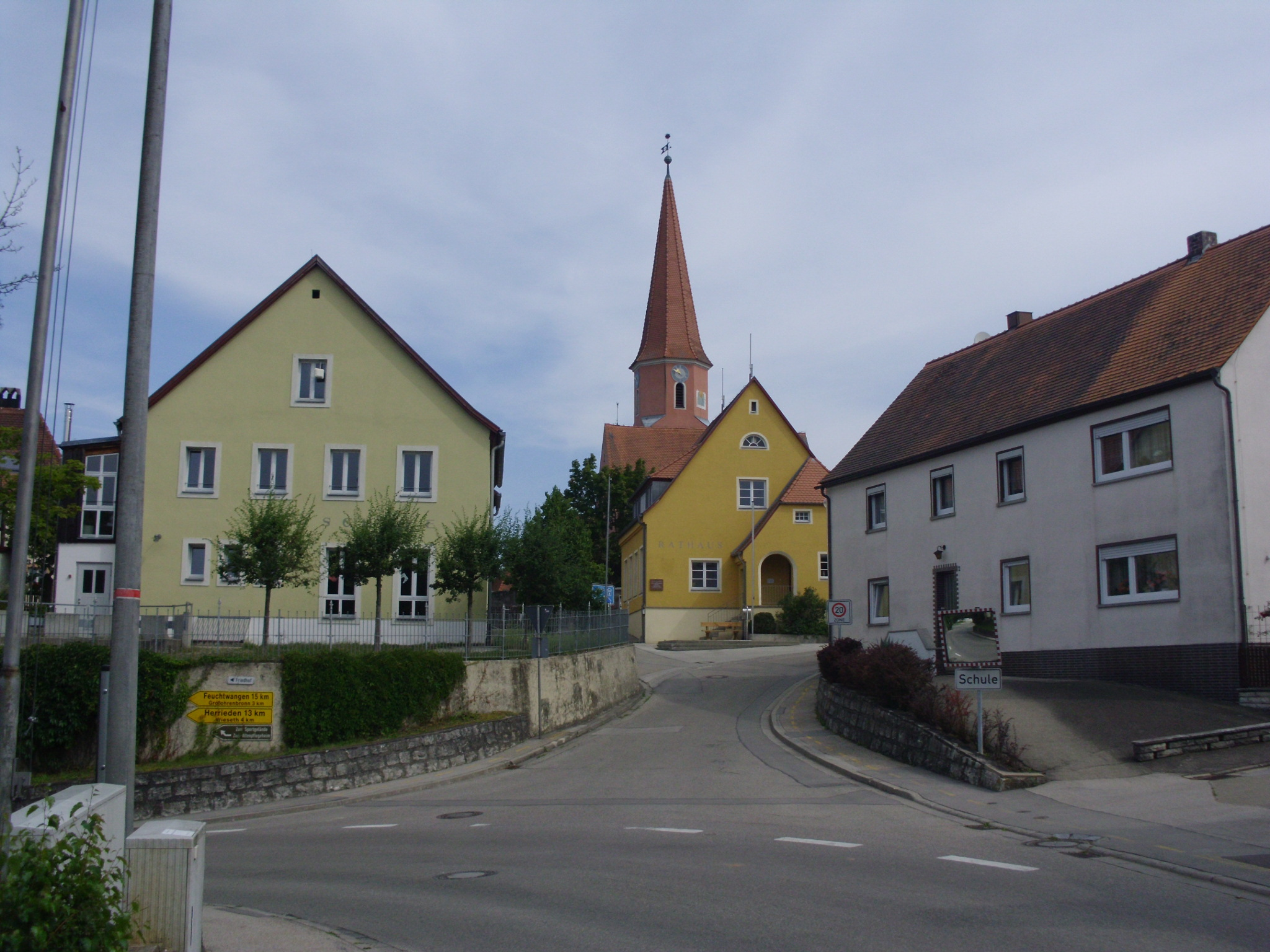
Ortsmitte mit Rathaus und Kirche

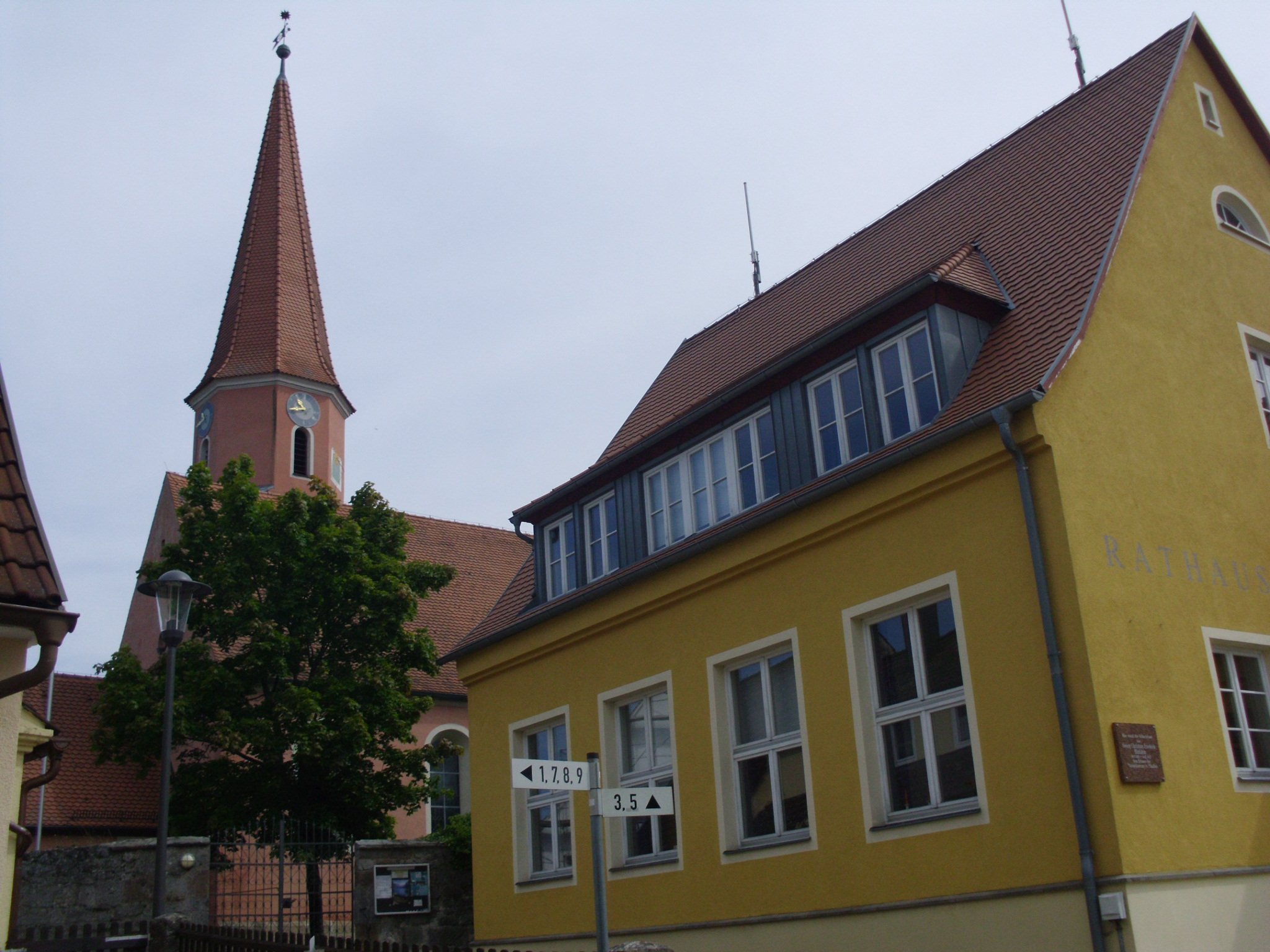
Rathaus mit Gedenktafel an Georg Friedrich Christian Bürklein

Burk ist eine Gemeinde im Landkreis Ansbach (Mittelfranken, Bayern) sowie Mitglied der Verwaltungsgemeinschaft Dentlein am Forst und zählt zur Metropolregion Nürnberg.

## Geografie

### Lage
Durch das überwiegend aus Waldflächen bestehende Gemeindegebiet fließt der Flinsbach, der im Norden als rechter Zufluss in die Wieseth mündet.

### Nachbargemeinden
Nachbargemeinden sind (im Norden beginnend im Uhrzeigersinn) Wieseth, Bechhofen, Ehingen, Langfurth und Dentlein am Forst.

### Gemeindegliederung
Es gibt fünf Gemeindeteile (in Klammern ist der Siedlungstyp angegeben):
- Bruck (Dorf)
- Burk (Pfarrdorf)
- Meierndorf (Dorf)
- Schleifmühle (Einöde)
- Wolfershof (Einöde)

Auf dem Gemeindegebiet befanden sich die Flinsmühle und der Schneckenhof, die nach 1900 in amtlichen Verzeichnissen nicht mehr erwähnt wurden und mittlerweile Wüstungen sind.
Es gibt auf dem Gemeindegebiet die Gemarkungen Burk und Meierndorf. Die Gemarkung Burk hat eine Fläche von 8,917 km². Sie ist in 1054 Flurstücke aufgeteilt, die eine durchschnittliche Fläche von 8459,72 m² haben. In ihr liegt neben dem namensgebenden Ort der Gemeindeteil Schleifmühle.

### Klima

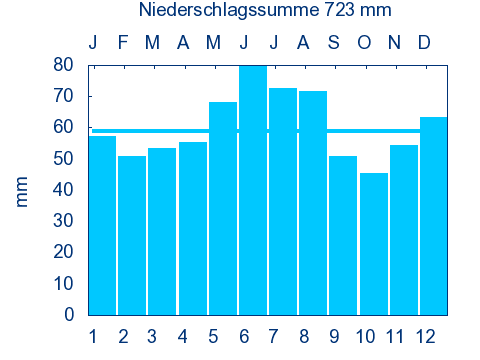
Diagramm Niederschlagsmittelwerte Burk für den Zeitraum von 1961 bis 1990
Niederschlagsdiagramm für Burk (blaue Kurve) vor den Mittelwerten (Quantilen) für Deutschland (grau)

Die durchschnittliche Niederschlagsmenge beträgt 723 mm im Jahr.

## Geschichte

### Bis zur Gemeindegründung
Der Ort wurde 1245 als „Burch“ erstmals urkundlich erwähnt. Der Ortsname bedeutet Burg.
Burk gehörte zunächst zum Hochstift Bamberg. Die Burggrafen von Nürnberg und späteren Markgrafen von Ansbach erwarben im 14. Jahrhundert die Herrschaft über das Gemeindegebiet. Der Ort lag im Fraischbezirk des ansbachischen Oberamtes Wassertrüdingen. Neben Ansbach war auch die Grafschaft Oettingen im Ort begütert. Seit 1418 wurden diese Besitzungen vom Oberamt Aufkirchen verwaltet.
1366 kaufte das Kloster Heilsbronn von Hans Lesch eine Hofstatt in Burk. In den folgenden Jahrhunderten kam es zu weiteren Erwerbungen von Gütern, Wiesen und Fischwassern. Während des Dreißigjährigen Krieges wurde der Ort größtenteils abgebrannt und verödete in der Folgezeit. Nach dem Krieg wurde Burk die neue Heimat zahlreicher Exulantenfamilien aus Österreich, die vor der Gegenreformation hatten flüchten müssen. Erst 1673 wurde die Kirche wieder aufgebaut.
Gegen Ende des 18. Jahrhunderts gab es in Burk 64 Anwesen. Die Dorf- und Gemeindeherrschaft hatte das ansbachische Verwalteramt Forndorf. Grundherren waren
- ansbachische Ämter (45 Anwesen; Verwalteramt Forndorf: 1 Tafernwirtschaft, 7 Güter, 1 Gut mit Wirtschaftsrecht, 10 Gütlein, 1 Gütlein mit Schmiederecht, 5 Sölden, 1 Haus, 1 Ziegelhütte; Verwalteramt Waizendorf: 1 Hof, 1 Höflein, 8 Güter, 1 Gut mit Wirtschaft, 1 Gut mit Schmiede, 4 halbe Güter, 2 Häuser)
- der Hochstift Eichstätt (19 Anwesen; Stiftskapitel Herrieden: 1 Hof, 2 Halbhöfe, 11 Güter, 1 Gut mit Wirtschafts- und Braurecht, 1 Gut mit Schankrecht, 1 Tropfhäuslein, 1 Häuslein; Kastenamt Ornbau: 1 Haus)

Außerdem gab es eine Kirche, ein Pfarrhaus, ein Schulhaus und ein Gemeindehirtenhaus.
1792 kamen die ansbachischen Untertanen an das von Preußen verwaltete Ansbach-Bayreuth, 1802 schließlich auch die eichstättischen Untertanen. Von 1804 bis 1808 unterstand der Ort dem Justiz- und Kammeramt Wassertrüdingen. Die ansbachischen Untertanen gehörten bereits 1797 zu diesen Ämtern, die eichstättischen Untertanen zunächst von 1802 bis 1804 der Justizkommission Neunstetten.
1806 kam Burk an das Königreich Bayern. Infolge des Gemeindeedikts wurde 1809 der Steuerdistrikt und die Ruralgemeinde Burk gebildet, zu dem bzw. zu der Bruck, Flinsmühle, Meierndorf, Schleifmühle und Wolfershof gehörten. Mit dem Zweiten Gemeindeedikt (1818) entstanden zwei Ruralgemeinden:
- Burk mit Bruck, Flinzmühle und Schleifmühle
- Meierndorf mit Wolfershof.[15]

Die Gemeinde Meierndorf wurde 1849 wieder nach Burk eingemeindet. Etwas später wurde auf dem Gemeindegebiet der Schneckenhof errichtet.
Die Gemeinde Burk war in Verwaltung und Gerichtsbarkeit dem Landgericht Wassertrüdingen zugeordnet und in der Finanzverwaltung dem Rentamt Wassertrüdingen (1919 in Finanzamt Wassertrüdingen umbenannt, 1932–1973 Finanzamt Gunzenhausen, seit 1973 Finanzamt Ansbach). Die Verwaltung übernahm 1862 das neu geschaffene Bezirksamt Dinkelsbühl (1939 in Landkreis Dinkelsbühl umbenannt). Die Gerichtsbarkeit blieb beim Landgericht Wassertrüdingen (1879 in Amtsgericht Wassertrüdingen umbenannt), von 1956 bis 1970 war das Amtsgericht Gunzenhausen zuständig und von 1970 bis 1973 das Amtsgericht Dinkelsbühl, das seit 1973 eine Zweigstelle des Amtsgerichtes Ansbach ist. Mit der Auflösung des Landkreises Dinkelsbühl im Jahr 1972 kam Burk an den Landkreis Ansbach. Die Gemeinde Burk hatte zeitweise (etwa von 1900 bis 1960) nur eine Gebietsfläche von 11,320 km², da in diesem Zeitraum der Burker Wald ein Gemeindefreies Gebiet war.

### Einwohnerentwicklung
Im Zeitraum 1988 bis 2018 stieg die Einwohnerzahl von 1019 auf 1062 um 43 Einwohner bzw. um 4,2 %.
Gemeinde Burk
| Jahr      | 1818   | 1840   | 1852   | 1861   | 1867   | 1871   | 1875   | 1880   | 1885   | 1890   | 1895   | 1900   | 1905   | 1910   | 1919   | 1925   | 1933   | 1939   | 1946   | 1950   | 1961   | 1970   | 1987   | 1995 | 2005 | 2016   |
| Einwohner | 628    | 469    | 652    | 673    | 654    | 616    | 641    | 665    | 651    | 660    | 668    | 661    | 660    | 677    | 660    | 716    | 796    | 716    | 865    | 920    | 893    | 959    | 1004   | 1267 | 1188 | 1046   |
| Häuser    | 92     | 107    |        |        |        | 144    |        |        | 152    | 147    |        | 150    |        |        |        | 147    |        |        |        | 158    | 179    |        | 261    |      |      | 339    |
| Quelle    | [ 18 ] | [ 19 ] | [ 20 ] | [ 21 ] | [ 22 ] | [ 23 ] | [ 24 ] | [ 25 ] | [ 26 ] | [ 27 ] | [ 20 ] | [ 28 ] | [ 20 ] | [ 29 ] | [ 20 ] | [ 30 ] | [ 20 ] | [ 20 ] | [ 20 ] | [ 31 ] | [ 16 ] | [ 32 ] | [ 33 ] |      |      | [ 34 ] |

Ort Burk
| Jahr      | 001818 | 001840 | 001861 | 001871 | 001885 | 001900 | 001925 | 001950 | 001961 | 001970 | 001987 | 002020 |
| Einwohner | 556    | 469    | 444    | 408    | 435    | 442    | 479    | 650    | 657    | 728    | 755    | 852    |
| Häuser    | 79     | 107    |        |        | 103    | 104    | 101    | 112    | 133    |        | 202    |        |
| Quelle    | [ 18 ] | [ 19 ] | [ 21 ] | [ 23 ] | [ 26 ] | [ 28 ] | [ 30 ] | [ 31 ] | [ 16 ] | [ 32 ] | [ 33 ] | [ 35 ] |

## Politik

### Gemeinderat
Nach der Kommunalwahl am 15. März 2020 hat der Gemeinderat zwölf Mitglieder: Der Fraktion CSU/FWB gehören acht Mitglieder an, der Fraktion GfB vier Mitglieder. Die Wahlbeteiligung lag bei 70,0 %. Weiteres Mitglied und Vorsitzender des Gemeinderates ist der Bürgermeister.

### Bürgermeister
Amtierender Bürgermeister ist Georg Held (Gemeinsam für Burk). Er wurde am 15. März 2020 mit 87,1 % der Stimmen gewählt.
- 1876–1887: Herr Greif
- 1887–1899: Herr Falk
- 1900–1923: Heinrich Böller
- 1924–1925: Herr Kirsch
- 1925–1945: Friedrich Babel
- 1945–1965: Karl Babel
- 1965–1980: Fritz Schlötterer
- 1980–1996: Ernst Binder
- 1996–2020: Otto Beck (er verstarb während seiner Amtszeit)
- seit 2020: Georg Held

### Wappen und Flagge
Wappen
| Wappen von Burk | Blasonierung: „Unter von Silber und Schwarz geviertem Schildhaupt in Rot übereinander zwei frei stehende silberne Balken mit je vier Zinnen.“ |
| Wappen von Burk | Wappenbegründung: Die beiden silbernen Balken stammen aus dem Wappen der Herren von Burk, die im 13. Jahrhundert nachweisbar sind. Zugleich stehen die Balken redend für den Ortsnamen. Die Farben Rot und Silber erinnern an das Hochstift Eichstätt, das die Patronatsrechte für die Pfarrei Burk innehatte. Die Zollernvierung von Silber und Schwarz im Schildhaupt weist auf die Landeshoheit der Markgrafen von Markgrafen von Brandenburg-Ansbach. Dieses Wappen wird seit 1978 geführt. |

Flagge
Die Gemeindeflagge ist schwarz-weiß-rot.

## Baudenkmäler

### Steinkreuze

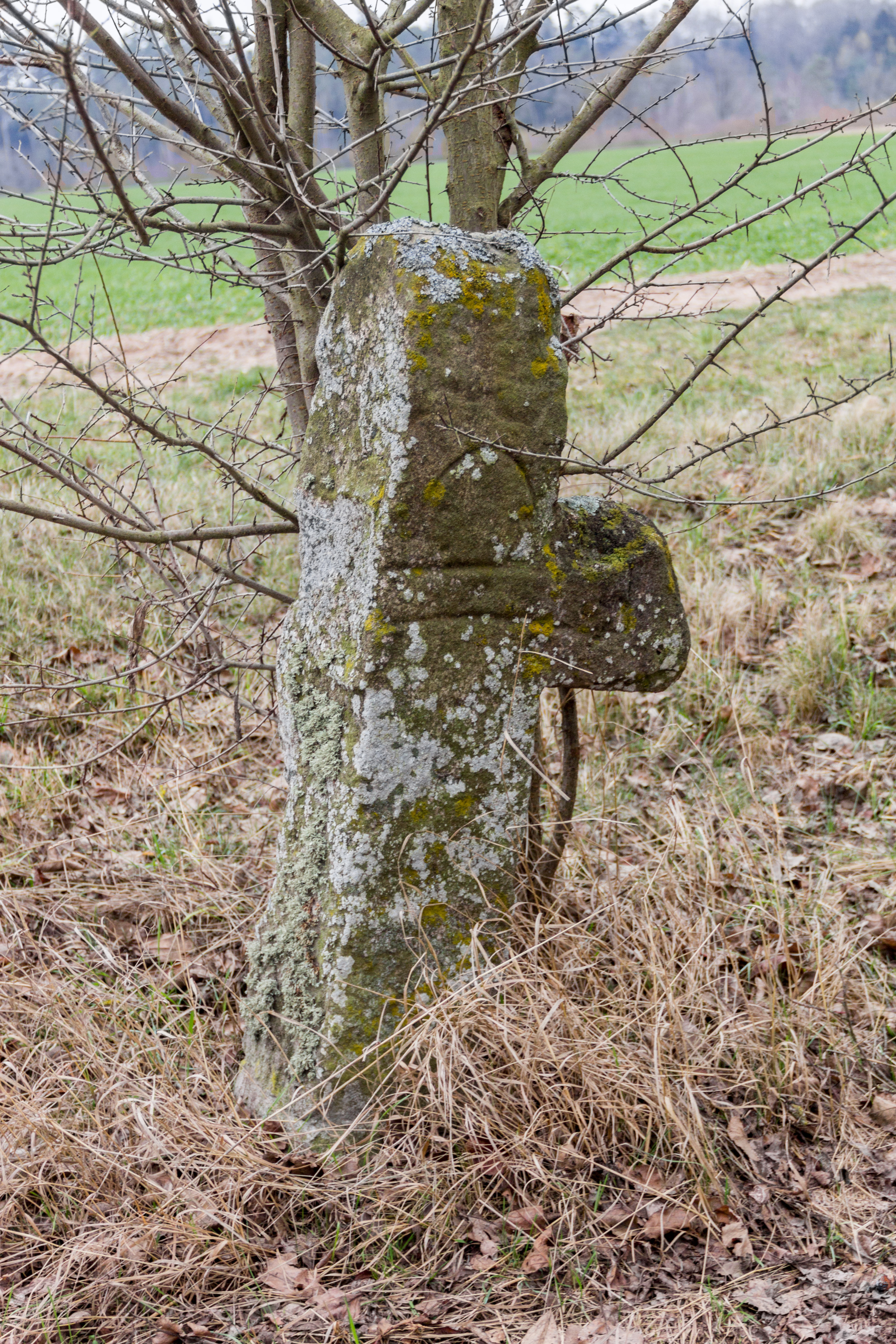
Steinkreuz östlich von Burk

Auf dem Gemeindegebiet von Burk befinden sich neben einem Unfallkreuz auch einige historische Steinkreuze.
- Pfarrkreuz in Burk

Steinkreuz östlich von Burk:
Etwa 800 Meter östlich von Burk steht südlich der Staatsstraße 2220 ein Sühnekreuz. Das schlanke Sandsteinkreuz wird auch Schwedenkreuz genannt, ist etwa 110 cm × 40 cm × 25 cm groß und steht etwas versteckt nahe einer Hecke. Ein Arm ist abgebrochen und im Kreuzungsfeld befinden sich Einritzungen. Das Kreuz ist mäßig verwittert. Das vermutlich spätmittelalterliche Steinkreuz ist vom Bayerischen Landesamt für Denkmalpflege als Baudenkmal (D-5-71-216-41) ausgewiesen.

## Wirtschaft und Infrastruktur
Burk ist Mitglied im Tourismusverband Romantisches Franken.

### Verkehr
Die Staatsstraße 2220 verläuft über Matzmannsdorf nach Dinkelsbühl zur Bundesstraße 25 (13,5 km südwestlich) bzw. über Königshofen nach Bechhofen (6,5 km nordöstlich). Die Staatsstraße 2248 verläuft nach Wieseth (3,3 km nördlich) bzw. nach Beyerberg (3 km südöstlich). Die Kreisstraße AN 52 führt nach Großohrenbronn (2,8 km westlich). Eine Gemeindeverbindungsstraße führt nach Meierndorf (2 km nordöstlich).

### Ansässige Unternehmen
- Mako: Zulieferer in der Do-it-yourself-Branche

## Persönlichkeiten

### Söhne und Töchter der Gemeinde
- Johann Friedrich Hunger (1800–1837), deutscher Rechtswissenschaftler und Universitätsprofessor
- Georg Friedrich Christian Bürklein (1813–1872), deutscher Architekt[40]
- Dorothea Frigo (1949–2024), deutsche Bildhauerin

### Persönlichkeiten, die vor Ort gewirkt haben
- Andreas Wolf (* 1982), deutscher Fußballspieler und Fußballtrainer

## Sonstiges
Örtlicher Sportverein mit den Abteilungen Fußball und Tennis ist der SV Pfeil Burk. Dort begann beispielsweise Andreas Wolf, der spätere Deutsche Jugend-Nationalspieler und Mannschaftskapitän des 1. FC Nürnberg, mit dem Fußballspielen.
Das internationale Kinderhilfswerk Christlicher Missionsdienst hat seinen Hauptsitz in Burk-Meierndorf. Außerdem befindet sich dort ein Pflegeheim.